# Altertheim
Altertheim è un comune tedesco di 2 115 abitanti, situato nel land della Baviera.